# Ozineus striatus
Ozineus striatus là một loài bọ cánh cứng trong họ Cerambycidae.